# UFC 100
UFC 100: Making History foi um evento de artes marciais mistas promovido pelo Ultimate Fighting Championship, ocorrido em 11 de julho de 2009 no Mandalay Bay Events Center em Paradise, Nevada. 

## História
O evento contou com duas lutas valendo cinturão: uma pelos meio médios entre Georges St. Pierre e Thiago Alves e outra pelos pesados entre Brock Lesnar e Frank Mir.
É considerado um dos eventos mais importantes da história do UFC, sendo uma comemoração por ser o evento de número 100 em pay-per-view. O evento teve lutas de dois dos mais importantes campeões da época, Brock Lesnar e Georges St-Pierre, que são dois dos três lutadores que mais venderam pay-per-views na história do UFC.

## Resultados
1. ↑  Pelo Cinturão Peso-Pesado do UFC.
2. ↑  Pelo Cinturão Meio-Médio do UFC.
3. ↑  Treinadores do The Ultimate Fighter: United States vs. United Kingdom.

## Bônus da noite
Lutadores receberam um bônus de 100 mil dólares.
- Luta da Noite: Yoshihiro Akiyama vs. Alan Belcher
- Nocaute da Noite: Dan Henderson
- Finalização da Noite: Tom Lawlor